# Новозыбковский уезд

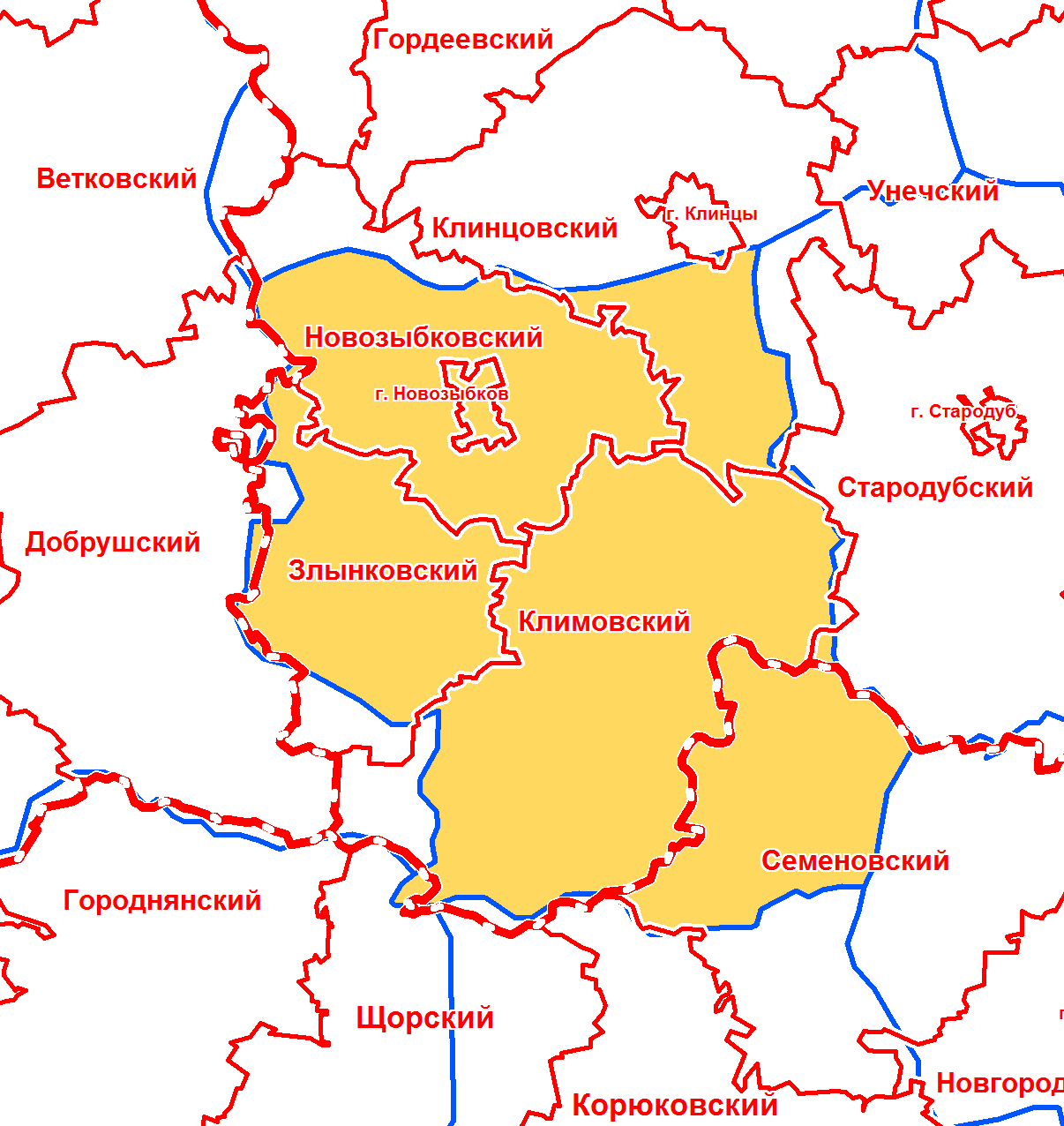
Новозыбковский уезд в современной сетке районов

Новозы́бковский уезд — административно-территориальная единица Черниговской губернии (в 1919—1926 входил в Гомельскую губернию, с 1926 — в составе Брянской губернии). Центр — город Новозыбков.

## История
Является правопреемником Новоместского уезда; образован в 1808 году при перенесении уездного центра в Новозыбков из города Новое Место, выведенного за штат (ныне — село). Один из важнейших центров русского старообрядчества, в особенности беглопоповского толка.
Активное промышленное развитие уезда началось с 1860-х годов; особенно были развиты спичечная промышленность (к концу XIX века действовало десять спичечных фабрик), стеклоделие; работали кожевенные и кирпичные заводы. В 1887 году через уезд прошла Полесская железная дорога (Брянск—Гомель).
К началу 1900-х годов Новозыбковский уезд стал крупнейшим в Российской империи производителем спичек.
Уезд упразднён в 1929 году с введением новых административно-территориальных единиц — областей и районов.
Ныне территория Новозыбковского уезда входит в состав Брянской области.

## География и население
Уезд находился в северной части губернии, граничил на севере с Суражским уездом, на востоке — со Стародубским, на юго-востоке — с Новгород-Северским, на юге — с Сосницким, на юго-западе с Городнянским уездами Черниговской губернии, а на западе — с Могилёвской губернией. Площадь уезда составляла 3354,9 версты² (3818 км²).
Во второй половине XIX века являлся крупнейшим по населению среди уездов Черниговской губернии (с начала XX в. на первое место выдвинулся Суражский уезд).
По результатам переписи населения Российской империи 1897 года, в уезде проживало 164 840 человек, из них 94,16 % — великороссы, 5,38 % — евреи, 0,2 % — белорусы. Преобладание великороссийское населения в уезде сформировалось ещё в XVII—XVIII веках, главным образом за счёт притока переселенцев-старообрядцев.

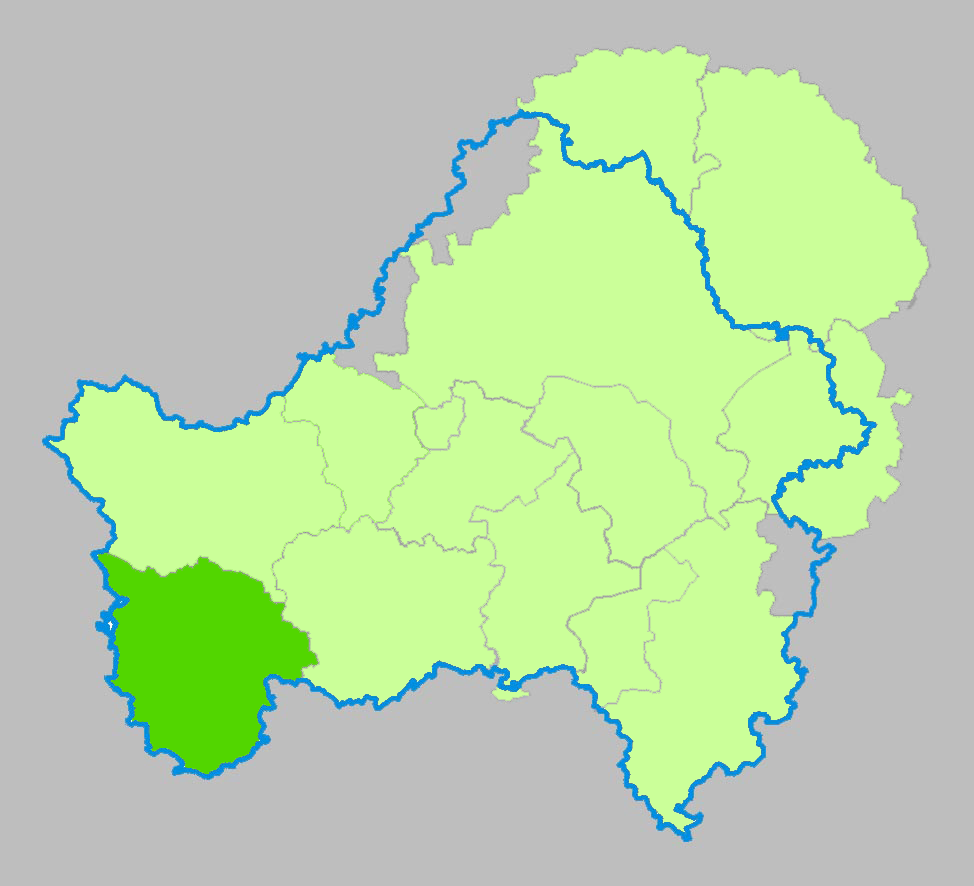
Новозыбковский уезд на карте Брянской губернии в границах 1927 года. Голубым цветом показана граница современной Брянской области

В 1923 году, при пересмотре уездных границ, к Новозыбковскому уезду была присоединена Староюрковичская волость Гомельского уезда (кроме села Плутовка, ныне входящего в Добрушский район Гомельской области Белоруссии), а часть Великотопальской волости передана из Новозыбковского уезда в Клинцовский.
После отторжения от Новозыбковского уезда территории Семёновской волости, состоявшегося в 1926 году, площадь уезда сократилась до 3318 км², а население, по переписи 1926 года, составило 178 тысяч человек.

## Административное деление
По состоянию на 1890 год, уезд делился на три стана и одиннадцать волостей:
| Волость                              | Волостной центр                               | Количество сельских общин |
| ------------------------------------ | --------------------------------------------- | ------------------------- |
| І стан                               |                                               |                           |
| Белоколодезская                      | Белый Колодезь                                | 22                        |
| Великотопальская                     | Великая Топаль                                | 42                        |
| Лакомобудская                        | Лакомая Буда                                  | 25                        |
| Брахловская (с 1918 — Чернооковская) | Брахлов (с 1918 — Чернооков, ныне Чернооково) | 57                        |
| ІІ стан                              |                                               |                           |
| Новоропская                          | Новый Ропск                                   | 31                        |
| Семёновская                          | Семёновка                                     | 12                        |
| Куршановичская                       | Куршановичи                                   | 17                        |
| ІІІ стан                             |                                               |                           |
| Людковская                           | Людково (ныне часть г. Новозыбкова)           | 33                        |
| Новобобовичская                      | Новые Бобовичи                                | 6                         |
| Денисковичская                       | Денисковичи                                   | 9                         |
| Малощербиничская                     | Малые Щербиничи                               | 16                        |

В 1923 году вместо перечисленных волостей были созданы укрупнённые волости:
- Злынковская
- Климовская
- Новозыбковская
- Семёновская (в 1926 году была передана в состав Украинской ССР, ныне её территория относится к Черниговской области).
- Чуровичская